# Trinidad és Tobagó-i dollár
A Trinidad és Tobagó-i dollár Trinidad és Tobago hivatalos pénzneme.

## Története
1964-ig Trinidad and Tobago hivatalos pénzneme a brit nyugat-indiai dollár volt. Ekkor vezették be a ma is használatos dollárt. Az átváltási arány 1:1 volt.

## Érmék
Az érmék írásoldalán az ország címere ill. az érték, a fejoldalán a nemzeti madár vagy a virág van.

## Papírpénzek

### Trinidad és Tobagó brit koronagyarmat papírpénzei
Trinidad és Tobagó brit koronagarmaton 1905 és 1950 között a gyarmati kormányzóság (Government of Trinidad and Tobago) bocsátott ki saját, Trinidad és Tobagó-i papírpénzeket ($1, $2, $5, $10, $20 és $1000). 1950 és 1964 között a British Caribbean Territories Eastern Group Currency Board által kiadott VI. György, majd II. Erzsébet portrés papírpénzeket ($1, $2, $5, $10,$20, $100) használták. 1941-ig a Brit Birodalom különböző kereskedelmi bankjai is forgalomba hozhatták bankjegyeiket a koronagyarmaton (Barclays Bank (Dominion, Colonial & Overseas), Canadian Bank of Commerce, Colonial Bank Port of Spain, Royal Bank of Canada).

Trinidad és Tobagó brit koronagyarmat zászlaja (1958–1962).
Trinidad és Tobagó brit koronagyarmat címere (1958–1962).
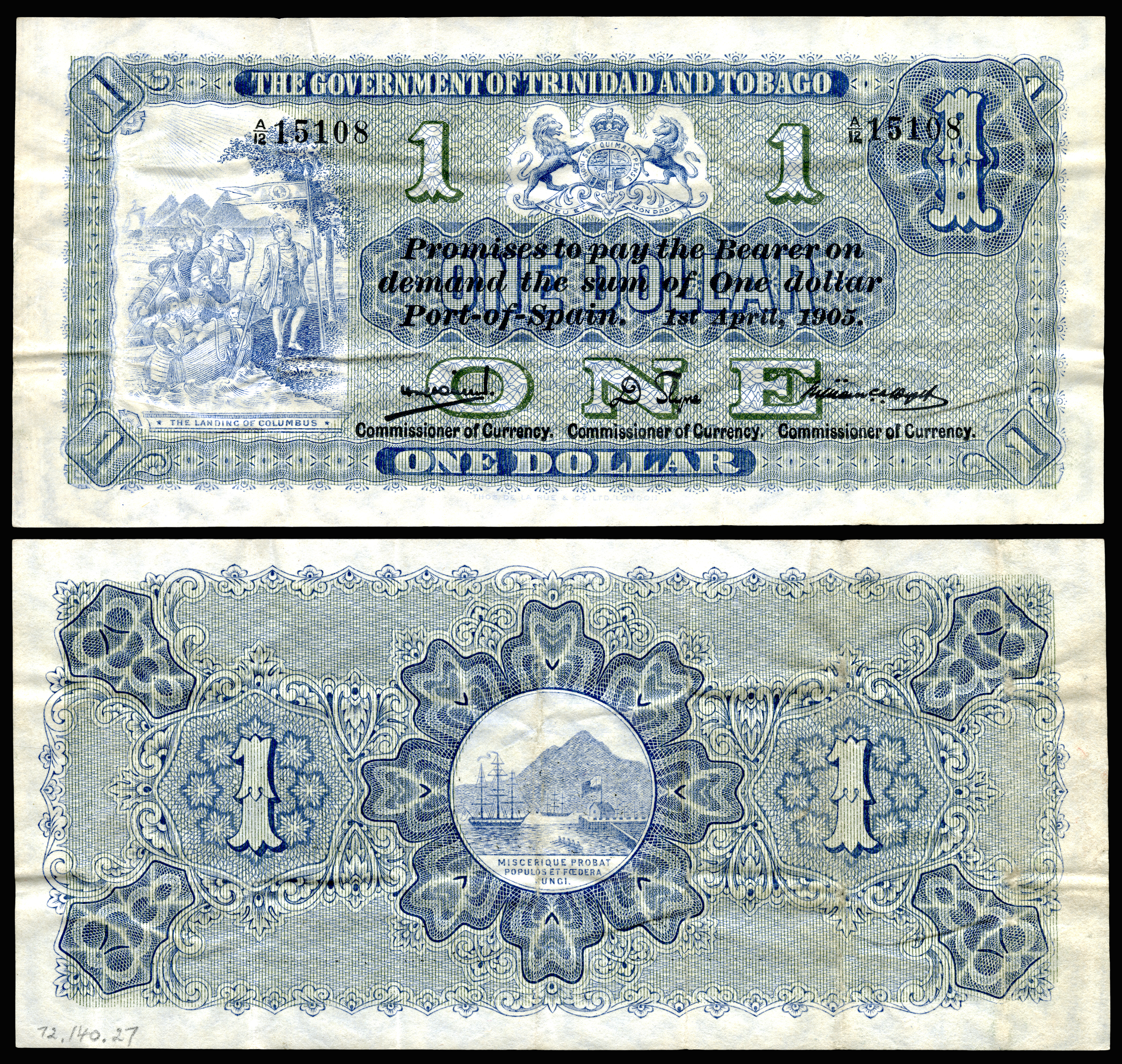
A brit gyarmati kormányzóság (Government of Trinidad and Tobago) 1905-ös sorozatú 1 dollárosa.
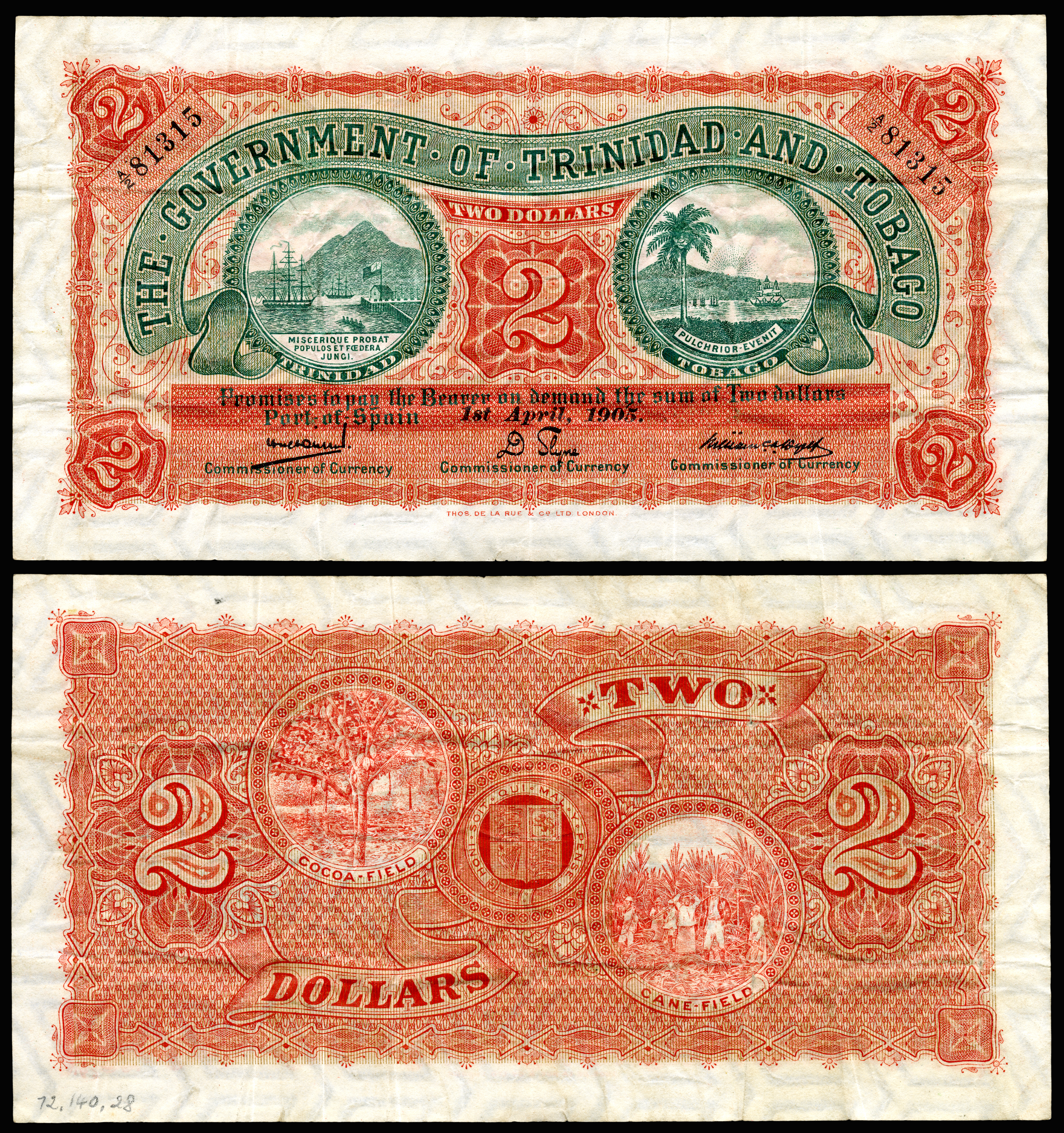
A brit gyarmati kormányzóság (Government of Trinidad and Tobago) 1905-ös sorozatú 2 dollárosa.

### Central Bank of Trinidad and Tobago

#### 1964-es II. Erzsébet sorozat
1964. december 14-én Trinidad és Tobagó ismét saját bankjegyeket bocsátott ki, a címletsor 1, 5, 10 és 20 dollárosból állt, mindegyik előoldalán II. Erzsébet királynő Pietro Annigoni által 1955-ben készített portréja szerepelt, a hátoldalon pedig a jegybank székháza.

#### 1977-es széria
1976-ban az ország köztársasággá alakult a Nemzetközösségen belül, ezért az addigi államfő, II. Erzsébet portréját eltávolították a bankjegyekről, az új, 1977-es széria 1, 5, 10, 20, 50 és 100 dolláros címletekből állt.

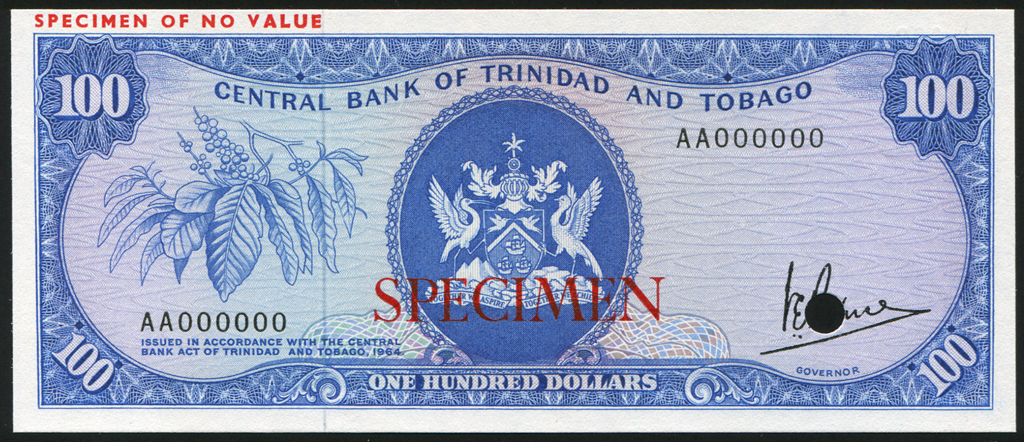
Az 1977-es széria 100 dolláros bankjegyének egyik mintapéldánya.

#### 1985-ös széria
Az 1985-ös széria bankjegyei színesebbek lettek a korábbiaknál, javítottak a biztonsági elemeken, a hátoldalra pedig a jegybank új székháza került. A címletsor 1, 5, 10, 20 és 100 dollárosból állt.

#### 2002-es sorozat
| névérték   | méret            | szín   | leírás                       | leírás          | dátumok    | dátumok     |
| névérték   | méret            | szín   | Előlap                       | Hátlap          | kibocsátás | visszavonás |
| ---------- | ---------------- | ------ | ---------------------------- | --------------- | ---------- | ----------- |
| 1 dollár   | 152,4 x 69,85 mm | vörös  | címer, skarlátbatla          | Lisa gyárnegyed | 2002       | forgalomban |
| 5 dollár   | 152,4 x 69,85 mm | zöld   | címer, motmot madár          | piac            | 2002       | forgalomban |
| 10 dollár  | 152,4 x 69,85 mm | szürke | címer, Cocorico              | kikötő          | 2002       | forgalomban |
| 20 dollár  | 152,4 x 69,85 mm | bíbor  | címer, kolibri               | acélkád         | 2002       | forgalomban |
| 50 dollár  | 155 x 66 mm      | olíva  | címer                        |                 |            | forgalomban |
| 100 dollár | 152,4 x 69,85 mm | kék    | címer, Paradicsommadár-félék | olajfúró-torony | 2002       | forgalomban |

### 2019-es sorozat
2019. december 9-én bocsátották ki az új, polimer 100 dolláros bankjegyet.
2024. augusztus 18-án Trindad és Tobago bejelentette, hogy 1962-es létrehozása óta először felülvizsgálják a sziget címerét, hogy eltávolítsák az európai gyarmatosításra való utalásokat. Kolumbusz Kristóf három hajóját – a Pintát, a Niñát és a Santa Maríát – felváltják az acéltányér, egy népszerű ütős hangszer, amely a keleti karibi szigetről származik. A címer változása miatt az átdolgozott 100 dolláros bevezetését 2025 szeptemberére halasztották. Az új bankjegyen nagyobb, szimulált ablakos biztonsági szál lesz, a Paradicsommadár pedig irizáló tintával egy nagyobb, holografikus elemekkel ellátott, átlátszó ablakban.

## Külső hivatkozások
bankjegyek